# Шумкіна Олена Юріївна
Олена Юріївна Шумкіна (нар. 24 січня 1988, Атюрьєво, Російська РФСР) — російська та українська легкоатлетка, спеціалістка зі спортивної ходьби. У 2009 роках перейшла зі збірної Росії з легкої атлетики до головної команди України. Чемпіонка європейської молодіжної першості, переможниця та призерка Кубка Європи, учасниця ряду великих міжнародних змагань, в тому числі літніх Олімпійських ігор в Лондоні.

## Походження
Олена Шумкіна народилася 24 січня 1988 року в селі Атюрьєво Республіки Мордовія. Починала займатися ходьбою у тренерів Костянтина та Віри Начаркіних, пізніше проходила підготовку у Саранському Центрі олімпійської підготовки зі спортивної ходьби під керівництвом іменитого тренера Віктора Чьогіна.

## Спортивні виступи

### Російська збірна
Першого серйозного успіху на міжнародній арені домоглася в сезоні 2007 року, коли увійшла до складу російської національної збірної і побувала на чемпіонаті Європи серед юніорів в Генгело, звідки привезла срібну нагороду, виграну в ходьбі на 10 000 метрів — на фініші поступилася тільки росіянці Анісі Корніковій. Також завоювала золото і срібло на Кубку Європи зі спортивної ходьби в Ройал-Лемінгтон-Спа, в командному та особистому заліках відповідно.
У 2009 році Олена Шумкіна здобула перемогу в ходьбі на 20 кілометрів на молодіжній європейській першості в Каунасі.

### Перехід до національної збірної України
У тому ж сезоні одружилася з українським спортсменом Олексієм Казаніним та переїхала на постійне проживання до України і отримала українське громадянство, вирішивши з цього моменту виступати за українську збірну. Проте у зв'язку з карантином, що супроводжує спортсменів при подібних переходах, довгий час не виступала на міжнародних змаганнях.
Повернулася до великого спорту у 2011 році, виступивши на Кубку світу в Ольяне та на чемпіонаті світу в Тегу. Однак потрапити тоді до числа призерів не змогла.
Завдяки низці вдалих виступів удостоїлася права представляти Україну на літніх Олімпійських іграх 2012 року в Лондоні. Олена Шумкіна стартувала в жіночій ходьбі на 20 км, зайнявши лише 50-е місце з результатом 1: 36,42.
Після лондонської Олімпіади Олена Шумкіна залишилася в основному складі української національної збірної та продовжила брати участь в найбільших міжнародних змаганнях. Так, в 2013 році вона виступила на світовій першості в Москві, де зайняла 19-е місце.
У 2015 році виступала на чемпіонаті світу в Пекіні та на літній Універсіаді в Кванджу.
Брала участь в командному чемпіонаті світу зі спортивної ходьби 2016 року в Римі.

## Дискваліфікація
У червні 2017 року Олена Шумкіна була дискваліфікована строком на 3,5 роки (починаючи з червня 2016 року) за невідповідність показників біологічного паспорта, у якому було знайдено наркотичні речовини. Допінг вона з'їла випадково з добавкою. При цьому всі її спортивні результати з травня 2011 року були анульовані. Також у 2016 році за порушення антидопінгових правил пожиттєво був дискваліфікований її тренер Віктор Чегін, з яким вона тренувалась до 2010 року.